# 愛知県道327号市場福岡線

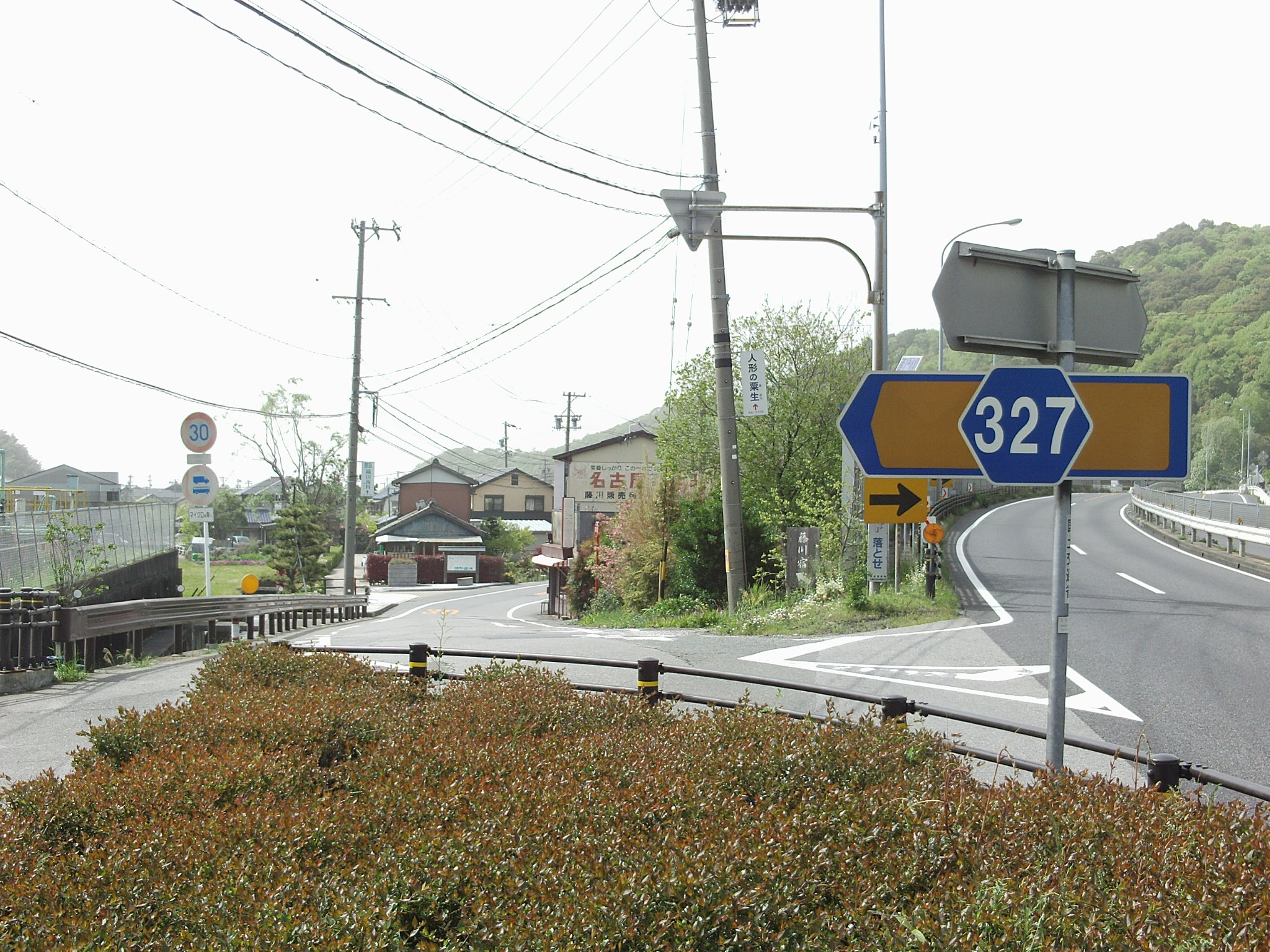
起点の市場町。画像右の道路が現国道1号で、左が旧国道（東海道）で現在は一般県道。ここからもう少し西に進むと東海道藤川宿の宿場町が現れる。

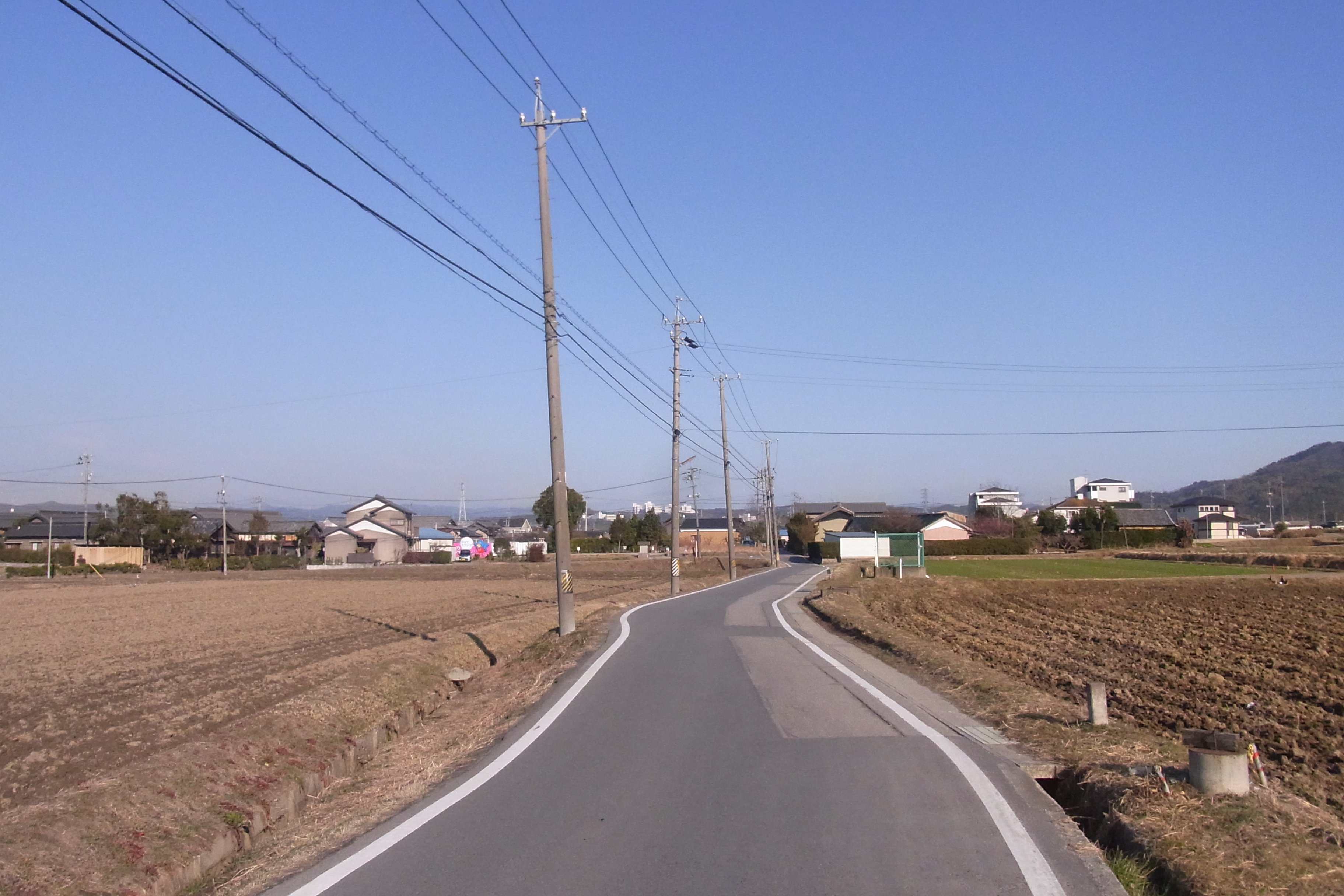
岡崎市美合町の幅員狭小区間

愛知県道327号市場福岡線（あいちけんどう327ごう いちばふくおかせん）は、愛知県岡崎市市場町から同市上地地区を経て福岡町に至る一般県道である。

## 概要
起点側は、旧東海道が当県道になったため国道1号や名鉄名古屋本線に並行しているが、程なく離れて市街地の南縁を通り、市南西部の福岡町に至る。
2009年（平成21年）2月7日午後2時に岡崎市上地町荒井北交差点から岡崎市福岡町下高須交差点までの区間が開通した（2009年2月7日現在、岡崎市上地町字荒井から岡崎市福岡町福岡郵便局前の、土呂通りを通過する現道も県道指定としているため、開通区間はバイパス区間として扱う）。

### 路線データ
- 起点：岡崎市市場町桐山（国道1号交点）
- 終点：岡崎市福岡町（愛知県道43号岡崎碧南線交点：福岡郵便局前交差点、愛知県道78号安城幸田線交点：下高須交差点）
- 全長：約8.6km（福岡郵便局前交差点を終点とした場合）

## 沿革
- 1959年12月15日：認定

## 通過する自治体
- 愛知県
  - 岡崎市

## 接続する道路
- 国道1号（西行きのみ、東行きは市道に迂回して接続）

この間幅員狭小
- 愛知県道326号桑谷柱線（緑丘通り）（下北野尻交差点・美合町本郷間で重複）
- 愛知県道328号本郷美合停車場線（馬頭道）（美合町本郷）
- 愛知県道480号美合幸田線（馬頭道）（美合町本郷地内で重複）
- 愛知県道26号岡崎環状線（竜東メーンロード）（勤労福祉会館東交差点・上地4丁目交差点間で重複）
- 国道248号（上地4丁目交差点）
- 愛知県道483号岡崎幸田線（上地町荒井北交差点）

現道区間
- 愛知県道483号岡崎幸田線（上地町荒井北交差点・上地交差点間で重複）
- 愛知県道43号岡崎碧南線（土呂西尾道）（福岡郵便局前交差点）

バイパス区間
- 上地跨線橋

岡崎市内の荒井北交差点と下高須交差点の間に所在し、東海旅客鉄道（JR東海）東海道本線をオーバーパスしている。2009年2月7日に併用を開始した。跨線部には、耐震性の高いパイ型ラーメン橋を採用している。
- 愛知県道78号安城幸田線（下高須交差点）

## 沿線
- 市場公民館
- 愛知県警察 岡崎警察署藤川駐在所
- 藤川宿、藤川宿資料館
- 名鉄名古屋本線 藤川駅
- 岡崎市立藤川小学校
- レッドバロン本社
- 愛知県立岡崎東高等学校
- 岡崎医療刑務所
- 岡崎上地郵便局
- 福岡町郵便局
- 岡崎市立福岡小学校

## 別名
- 藤川街道（岡崎市）
- 土呂通り（岡崎市）